# Kirsten Lund-Andersen
Kirsten Lund-Andersen (født 2. marts 1942 i Haslev) er en dansk landskabsarkitekt.
Restaurering af historiske haver er Kirsten Lund-Andersens speciale, ligesom hun er engageret i fredning af historiske haveanlæg.
Hun er uddannet cand.hort. fra Den Kongelige Veterinær- og Landbohøjskole i 1966, hvor hun i mange år var censor, og har siden 1969 haft egen tegnestue.
Blandt hendes mange restaureringsopgaver kan nævnes Næsseslottet i Holte, Herregårdsmuseet Gammel Estrup, Søfortet Trekroner, Brahetrolleborg Vandmølle, Baldersbæk, Tersløsegård, Bækkeskov, Christianssæde og Juellinge, samt kirkegårdene i Hvidovre og Vallensbæk og kirkepladsen i Søllinge. Hun har også arbejdet med at genskabe det åbne landskab omkring tangtags-husene på Læsø. 
Blandt hendes hovedværker er restaureringen af herregårdshaverne på Lerchenborg og Løvenborg, begge på Vestsjælland. På Lerchenborg har hun genskabt barokhavens særlige elementer på en måde, så også fremtidige generationer kan pleje og vedligeholde den. På Løvenborg har hun tydeliggjort havens historie med både 1700-tallets franske barokhave og 1800-tallets engelske landskabshave.
Som mangeårig formand for Have- og Landskabsudvalget i Landsforeningen for Bygnings- og Landskabskultur har hun sat sit præg på det danske fredningsarbejde og været en vigtig kraft i det arbejde, der førte til revisionen af Bygningsfredningsloven i 2010. Tidligere var det kun muligt at frede haveanlæg i tilknytning til fredede bygninger, nu er det også muligt at frede selvstændige landskabsarkitektoniske værker. Det første, der blev fredet i 2011, var et af C. Th. Sørensens hovedværker fra 1953, det modernistiske, geometriske parterre i liguster og berberis på Vor Frue Kirkeplads i Kalundborg, som Kirsten Lund-Andersen restaurerede.